# Amithao thomsoni
Amithao thomsoni är en skalbaggsart som beskrevs av Oliver Erichson Janson 1878. Amithao thomsoni ingår i släktet Amithao och familjen Cetoniidae. Inga underarter finns listade i Catalogue of Life.